# 賈公彦
賈 公彦（か こうげん、生没年不詳）は、唐の儒学者・経学者。洺州永年県の人。太常博士を務め、『周礼注疏』や『儀礼注疏』の編纂に携わった。

## 生涯
賈公彦は三礼に精通しており、それを基に『周礼注疏』を編纂した。また、鄭玄注などにも携わった。
また、北斉の黄慶や隋の李孟愆の疏を用いて『儀礼注疏』を編纂した。

## 評価
清の乾隆帝は『四庫全書』で賈公彦に触れ、『周礼注疏』を称賛している。
しかし、同じく清の阮元は否定的な評価をしており、後世での評価は二分されている。